# Cecilia Pérez Díaz
Norma Cecilia Pérez Díaz (Puerto Montt, 8 de septiembre de 1966) es una asistente social, académica y política chilena, exministra de Estado de dos carteras del presidente Ricardo Lagos.

## Biografía
Nacida en una familia que ella misma ha definido como "muy sencilla y humilde", -hija de Héctor Pérez García y Norma del Carmen Díaz Vivar-, junto a sus dos hermanos se formó en escuelas y liceos públicos. Su padre, un jubilado por invalidez a causa de su ceguera, y su madre, dueña de casa, no contaban con los recursos suficientes para que su hija estudiara en la universidad por lo que debió recurrir a la Beca Presidente de la República para poder ingresar a trabajo social en la Universidad de Concepción.
Pérez se tituló en 1988, recibiendo el premio a la mejor alumna y luego ganó una beca de especialización en desarrollo regional y local, para la Universidad de Burdeos, en Francia.
Ha trabajado en la administración pública, en la Municipalidad de Concepción, en la Secretaría Regional Ministerial de Planificación penquista y en el Programa de Monitoreo de las Políticas Sociales de Mideplan.
Entre 1999 y 2002 fue Directora Ejecutiva de la Fundación para la Superación de la Pobreza.
El año 2002 el presidente Ricardo Lagos la designó ministra de Planificación y Cooperación, como independiente pro DC.
Ocupando el cargo de ministra del Mideplan se puso en acción uno de los proyectos sociales más relevantes de Ricardo Lagos: el programa Chile Solidario, destinado a las personas de menores recursos.
El 3 de marzo de 2003 dejó el Mideplan para asumir como ministra directora del Servicio Nacional de la Mujer (Sernam), cargo en el que se mantuvo hasta el final de la administración del gobernante socialista.
En marzo de 2006 se incorporó al Gobierno de la presidenta Michelle Bachelet como directora ejecutiva del Fosis.
En 2008 fue nombrada gerenta del Plan Arauco. El programa buscaba paliar los problemas de cesantía y pobreza en esa provincia de la Región del Biobío.
Es académica de la Universidad de Concepción y participa en programas de posgrado en diversas universidades del país.